# Operation Grasshopper
Operation Grasshopper of Operatie Sprinkhaan was een project om vanuit de lucht onderzoek te doen naar mogelijke bodemschatten in geheel Suriname.
Hiervoor werden vanaf 1959 in enkele jaren tijd zeven eenvoudige vliegvelden verspreid over de binnenlanden van Suriname aangelegd. Het project kwam tot stand onder leiding van Frank Essed die sinds 1958 Minister van Opbouw was.
Vanaf 1947 was men al begonnen met luchtkartering maar mede door de moeilijk bereikbaarheid van grote delen van Suriname, was het uitvoeren van geologisch-mijnbouwkundige onderzoek een langdurig proces. Aan de basis van dit project ligt het rapport Operatie Sprinkhaan van ir. G. Doeve van de Geologisch Mijnbouwkundige Dienst (GMD). Op de manier waarop tot dan onderzoek werd gedaan zou het nog tientallen jaren duren voordat geheel Suriname onderzocht was. Voor het nieuwe plan waren wel zeven nieuwe vliegvelden nodig van waaruit met vliegtuigen magnetische en scintillometrische opnamen zouden worden gedaan. 
Begin 1959 begonnen de onderhandelingen met het Special Fund van de Verenigde Naties (die later ook financiële hulp zouden verlenen) en toen werd ook de Engelse naam Operation Grasshopper ingevoerd.
In die periode werd onder leiding van dr. D.C. Geijskes begonnen met een expeditie over land naar een gebied in de buurt van de Tafelberg waar de eerste van de zeven airstrip zou worden aangelegd. In oktober van dat jaar stortte een vliegtuigje neer dat een leveringsvlucht uitvoerde voor de aanleg van een airstrip bij het dorp Paloemeu waarbij Vincent Fajks en Ronald Kappel omkwamen. Dat vliegveld, het Vincent Fayks Airstrip, is vernoemd naar Fajks, terwijl het vliegveld bij Tafelberg vernoemd is naar Kappel. Ook bij de aanleg van de andere vijf vliegvelden (Kabalebo, Coeroenie, Käyser, Oelemari en Sipaliwini) zouden er later nog enkele ongelukken met vliegtuig zijn waarbij echter geen dodelijke slachtoffers vielen.
Het resultaat van het onderzoek in het kader van Operation Grasshopper was onder andere de ontdekking van belangrijke bauxietlagen bij het Bakhuisgebergte. Om dat bauxiet te kunnen ontginnen is een deel van het geld dat Suriname kreeg bij de onafhankelijkheid in 1975 gebruikt voor het West-Surinameplan (ook wel Kabalebo-project genoemd) waarmee onder andere een 80 kilometer lange spoorweg van Apoera naar het Bakhuisgebergte is aangelegd. Na de Sergeantencoup van 1980 is dat project uiteindelijk gestaakt, waardoor de spoorweg nooit is gebruikt. Onder andere door de gedaalde prijzen van bauxiet op de wereldmarkt was het toen al twijfelachtig of het project wel winstgevend zou kunnen worden. De laatste jaren wordt door grote bauxietmaatschappijen weer belangstelling getoond voor de bauxiet in het Bakhuisgebergte.